# Gran Premio de México
El Gran Premio de la Ciudad de México (anteriormente llamado Gran Premio de México) es una carrera de automovilismo válida para el Campeonato Mundial de Fórmula 1 que se disputa anualmente con monoplazas en el Autódromo Hermanos Rodríguez de la Ciudad de México, México. Se realizó por primera vez como un evento no válido para el campeonato de la categoría en 1962, para luego ser incluido entre 1963 y 1970, entre 1986 y 1992, y de nuevo desde 2015 hasta la actualidad.
En 2021 se decidió cambiar su nombre de «Gran Premio de México», pasándose a denominar «Gran Premio de la Ciudad de México» a partir de dicha temporada.

## Historia

### Magdalena Mixhuca (1962-1970)
El Gran Premio de México se celebró por primera vez el 4 de noviembre de 1962 en el circuito de la Magdalena Mixhuca. El circuito fue la primera pista de carreras internacional en México y fue construido dentro de un parque en la parte central de la Ciudad de México. La carrera proporciona retos a gran altitud (7.380 pies sobre el nivel del mar) y un desafío de los grandes, la rápida curva Peraltada, de 180 grados y ligeramente peraltada (de ahí el nombre) al final de la vuelta, además de ser una pista accidentada debido a los cambios activos del subsuelo (la Ciudad de México está construida sobre un lago). El Gran Premio de México de este período que se celebró a finales de octubre, siempre al finalizar la temporada
La primera carrera, una carrera fuera de campeonato que atrajo una fuerte entrada internacional, fue ganada por el equipo Lotus con Jim Clark rebasando a su compañero de equipo Trevor Taylor para reclamar la victoria; Clark fue penalizado por una salida en falso en un arranque confuso de la carrera. El GP se vio empañado por la muerte del joven astro mexicano Ricardo Rodríguez que de joven ya era un piloto de Ferrari. Rodríguez murió después de las lesiones recibidas estrellarse en un Lotus 24 del equipo privado Rob Walker en la Peraltada. 
El Campeonato Mundial de Fórmula 1 llegó al año siguiente con Clark  ganando otra vez, igualando el récord de mayor número de victorias de Juan Manuel Fangio en una sola temporada. En 1964 se batalló tanto para los conductores y los campeonatos de constructores. los conductores británicos Clark, John Surtees y Graham Hill llegaron con la oportunidad. Ferrari, BRM y Lotus estaban en la pelea por el campeonato de constructores. La carrera comenzó con Clark que va desde la pole, con el estadounidense Dan Gurney, italiano Lorenzo Bandini, Hill y Surtees. Bandini y Hill estaban luchando, y luego corrieron Bandini en la parte posterior del coche de la colina, lo que le causó problemas. A continuación, en la última vuelta, el motor de Clark tomó, y Gurney se puso por delante con el segundo y tercer Bandini Surtees. El equipo Ferrari señaló Bandini a dejar que su compañero de equipo Surtees a través, lo que hizo, y Surtees terminó segundo detrás de Gurney y ganó el campeonato por un punto sobre la colina, y Ferrari ganó el campeonato de constructores; Clark terminó quinto. 1965 vio estadounidense Richie Ginther tomar la victoria para Honda, primera victoria de Fórmula 1 de la compañía japonesa. 1967 vio Clark ganar su tercer Gran Premio de México, el ganador más prolífico de la carrera para el día de hoy. 1968, una vez más vio a tres hombres entran en la carrera con la oportunidad de ganar el campeonato de pilotos. Hill, su compatriota Jackie Stewart y el neozelandés y campeón mundial Denny Hulme. La carrera fue una lucha directa entre Hill y Stewart; el escocés líder durante varias vueltas hasta la colina pasó a su lado. Hulme fue el tercer puesto, pero él tenía un fallo en la suspensión trasera y se estrelló en la vuelta 11. El suizo Jo Siffert decidido entrar en la batalla y se puso por delante, pero tuvo que entrar en boxes con un cable del acelerador roto. Stewart volvió a caer con cuando su motor comenzó a fallar, el manejo de su coche se iba y el coche también tenía un problema de alimentación de combustible. Sin embargo se llevó la victoria y el campeonato de su segundo piloto. 
El Gran Premio continuó hasta 1970, cuando fue eliminado del calendario. Una enorme multitud de aproximadamente 200.000 llegó a ver a Pedro Rodríguez, pero las autoridades se esforzó por controlar a la multitud y en un momento un perro corrió a través de la pista y fue golpeado por Stewart.
El evento de 1971 estaba programado, con un gran fondo depositado en un banco suizo para ayudar a garantizar un mejor control de multitudes, pero después de la muerte de Pedro Rodríguez, el plan fue abandonado.

### Hermanos Rodríguez (1986-1992)
Hubo habido varios intentos de traer de vuelta el Gran Premio de México al calendario de la Fórmula 1, un intento fue cuando estaba programado originalmente en abril de 1980, dos semanas después del Gran Premio de EE. UU. Oeste, pero fue cancelado. La IndyCars llegó para una breve visita de dos años en 1980 y 1981, compitiendo como el Gran Premio Tecate en la pista Magdalena Mixhuca que ahora lleva el nombre de los dos héroes perdidos de las carreras de México, el Autódromo Hermanos Rodríguez. El evento estuvo dominado por Rick Mears. Años más tarde se iniciaron las obras de reconstrucción del circuito Hermanos Rodríguez con una organización muy mejorada. El trazado del circuito era ligeramente más corto, el peralte de la Peraltada se había suavizado y, en general, el circuito era mucho más seguro de lo que había sido. El Gran Premio regresó en 1986, donde la carrera acogió la primera victoria del austriaco Gerhard Berger en su Benetton B186, en una carrera en la que un Berger enfermo superó a su oponente cuando los problemas con los neumáticos afectaron a la mayor parte del campo. Sin embargo, el circuito seguía siendo muy accidentado y lleno de baches. 1987 vio la carrera en dos partes. Estaba parado a media distancia cuando el británico Derek Warwick se estrelló con fuerza al salir de la Peraltada. El piloto brasileño Nelson Piquet terminó primero en la carrera, pero debido a que su compañero de equipo en Williams, Nigel Mansell, estaba 30 segundos por delante cuando terminó la primera carrera, Mansell mantuvo a Piquet a la vista y ganó la carrera en tiempo acumulado.

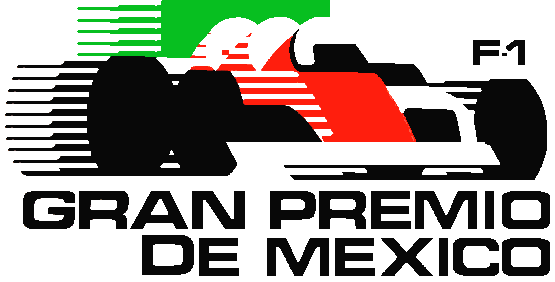
Antiguo logo del Gran Premio de México.

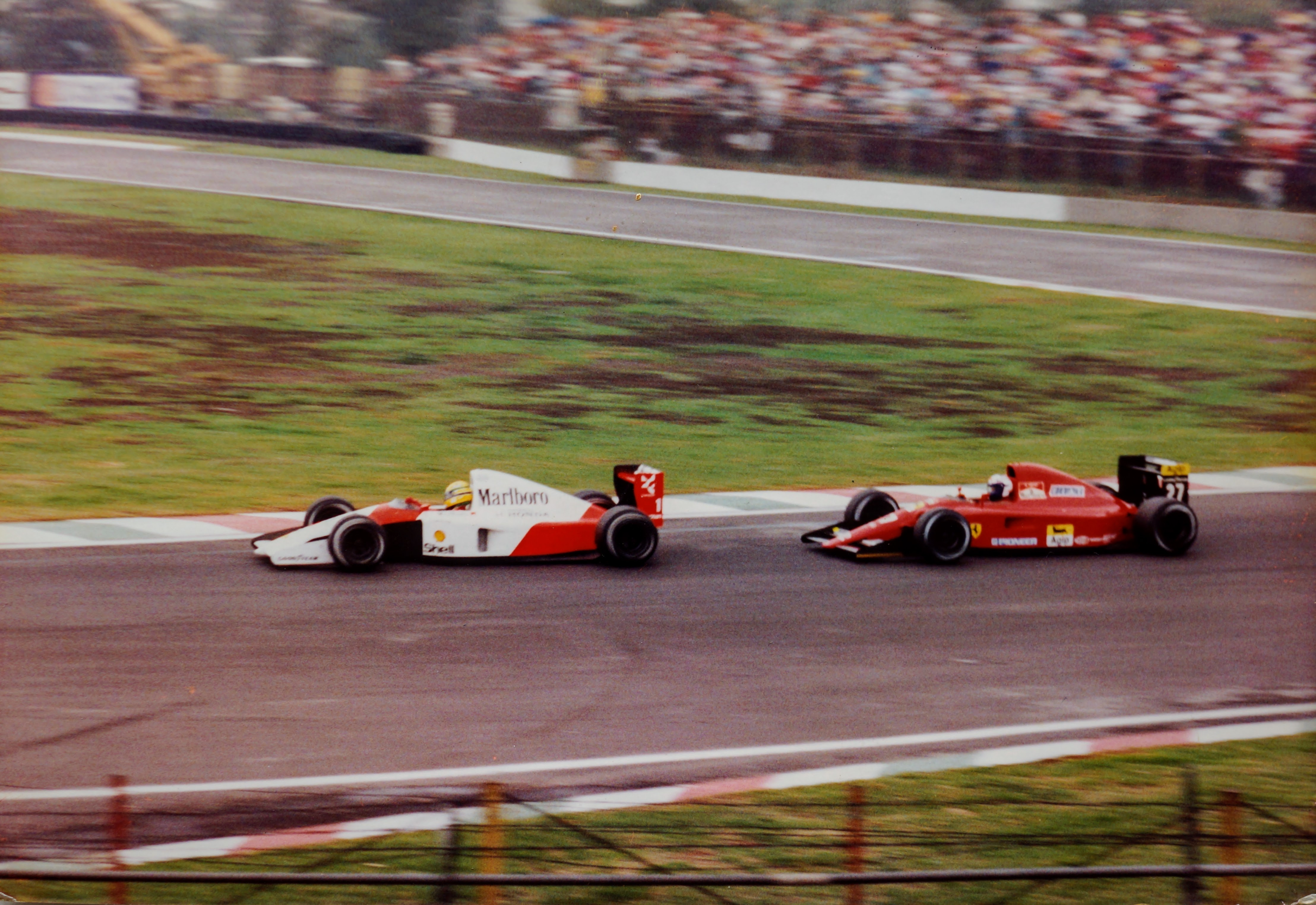
Ayrton Senna liderando la carrera y atrás Alain Prost

La carrera de 1988, se trasladó desde mediados de octubre hasta finales de mayo. Esta carrera vio el francés Alain Prost dominar en su McLaren, y su compañero brasileño Ayrton Senna ganó al año siguiente; esto fue en un momento en el que la relación de los dos hombres estaba en un punto bajo. En 1990 la carrera se trasladó a finales de junio, y se produjo un dispositivo de agitación de Prost (ahora en un Ferrari). El 13 calificado francés en la parrilla y condujo a través del campo, y se llevó el segundo de su compañero de equipo Mansell final de la carrera. Senna, que era líder, tenía un pinchazo que se convirtió en caucho triturado y él entró en boxes para que lo cambien, pero la suspensión fue demasiado dañado para el brasileño para continuar. Esto puso a Prost y Mansell 1-2, pero su compañero de equipo de Senna, Gerhard Berger fue un reto para la segunda Mansell; y Berger agresivo pasó al inglés de entrar en las eses Moisés Solana. Pero Mansell no estaba dispuesto a renunciar a como el inglés sacó una maniobra de adelantamiento valiente en la misma vuelta. Al entrar en la Peraltada, Mansell fue subiendo por toda la parte posterior de Berger y pasó el austríaco alrededor del exterior de la esquina. Prost ganó la carrera; Mansell y Berger terminaron segundo y tercero. En 1991 se bloqueó Senna en gran medida en el Peraltada durante la práctica; que fue declarado apto para competir por la FIA médico Sid Watkins; terminó tercero detrás de pilotos de Williams Riccardo Patrese y Mansell. El 9 de octubre de 1991 fuentes de los medios europeos informaron que los promotores apenas hechas suficientes fondos para pagar la carrera de F1 para 1991. FISA exigió mejoras a la pista para el evento de 1992.
Para la temporada 1992, la carrera se ha movido más adelante a marzo y el 20 de febrero de ese año, la contaminación del aire de la Ciudad de México había alcanzado un nivel sin precedentes. Las autoridades municipales habían impuesto medidas de emergencia que prohíben la mitad de los vehículos del gobierno y el equipo de las calles. Esto pone tensión adicional en el comité Gran Premio de México para asegurar que la pista estaba listo para 1992. Algunas medidas de seguridad se han aplicado a la pista; es decir, aliviando de la banca en Peraltada, haciendo la esquina un poco más lento. La carrera de ese año se adelantó, y se vio a los compañeros de equipo Williams de Mansell y Patrese dominar la carrera. Senna tuvo otro accidente grave, esta vez en las Esses rápidas. A pesar de que el circuito era popular entre los conductores, comenzaron a quejarse de los golpes en todas partes en el circuito, que había decaído aún más y la disminución de la misma Ciudad de México, no solo con los problemas de contaminación del aire, sino también un aumento de la población de la ciudad rápida e inestable vieron a la Fórmula 1 sin licencia de nuevo.

### Ausencia (1993-2014)
El 2002 vio el resurgimiento del Gran Premio de México en la CART en una versión muy modificada del circuito Autódromo Hermanos Rodríguez, que incluyó el corte de la peraltada a la mitad. Esta fue una estancia de seis años, que vio Sébastien Bourdais ganar la mitad de las seis carreras que siguieron.
Los rumores surgieron por primera vez en 2003, que el Gran Premio de México podría volver al calendario de la Fórmula 1 a un nuevo circuito de $ 70 millones, apodado "Mantarraya", que se construirá cerca de Cancún. En 2005, el gobernador del estado de Quintana Roo declaró audazmente que México tendría un Gran Premio en el calendario para el año 2006. El plan se detuvo, más tarde ese año como surgió un debate acerca de si el circuito se construirá en pertenecía adecuadamente por las personas adecuadas para hacerlo.
Después de que el Gran Premio de los Estados Unidos de 2006, Bernie Ecclestone anunció que el Gran Premio de México regresaría para la temporada 2009, sin embargo no salió nada más lejos de la convocatoria.

### Retorno en el Hermanos Rodríguez (2015-2019)

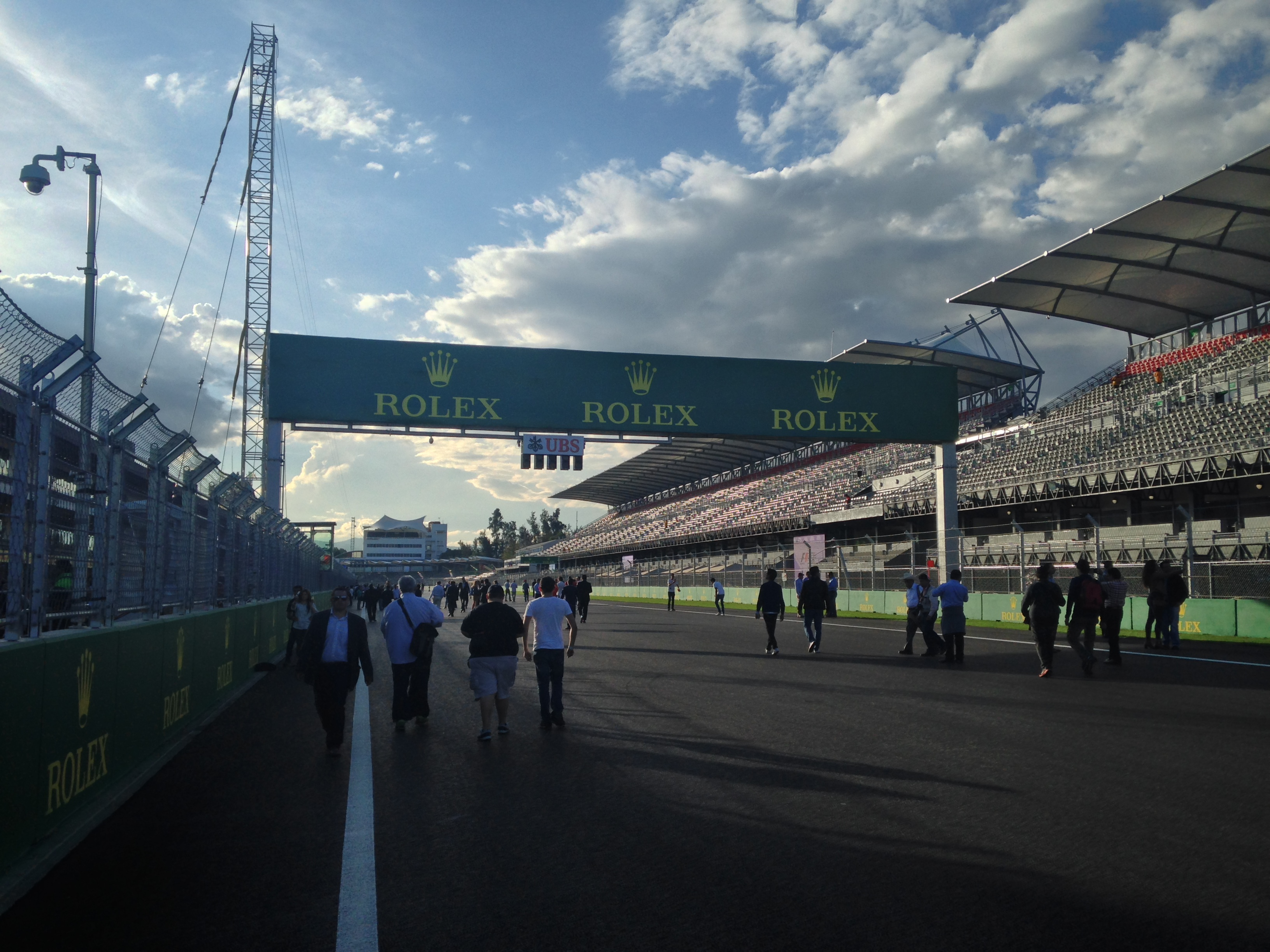
Recta principal del autódromo previo al gran premio

En agosto de 2011, Carlos Slim Domit revela planes para una carrera. En agosto de 2013, se sugirió por "fuentes de nivel alto" que el Gran Premio de México podría estar en el calendario provisional 2014 del Campeonato Mundial. Un anteproyecto calendario para la temporada 2014, distribuido a principios de septiembre de 2013, asignaba el 9 de noviembre de 2014 para el Gran Premio de México, pero no especificó un circuito y señalaron que el evento era "sujeto a confirmación". Sin embargo, el 5 de diciembre de 2013, la FIA lanzó el calendario oficial de Fórmula 1 de la temporada 2014 y el Gran Premio de México no estaba en el calendario; a continuación, la FIA anunció que el Gran Premio de México se aplazó hasta 2015 debido a la falta de suficiente tiempo de preparación para actualizar el algo deteriorado circuito Autódromo Hermanos Rodríguez a las normas de trabajo de Fórmula 1. En julio de 2014, Ecclestone confirmó que había firmado una oferta de 5 años para la pista Hermanos Rodríguez para acoger el Gran Premio de México a partir de 2015. En diciembre de ese año, la FIA publicó un calendario confirmado en el 2015 que muestra el Gran Premio de México de 2015 el 1 de noviembre de 2015.

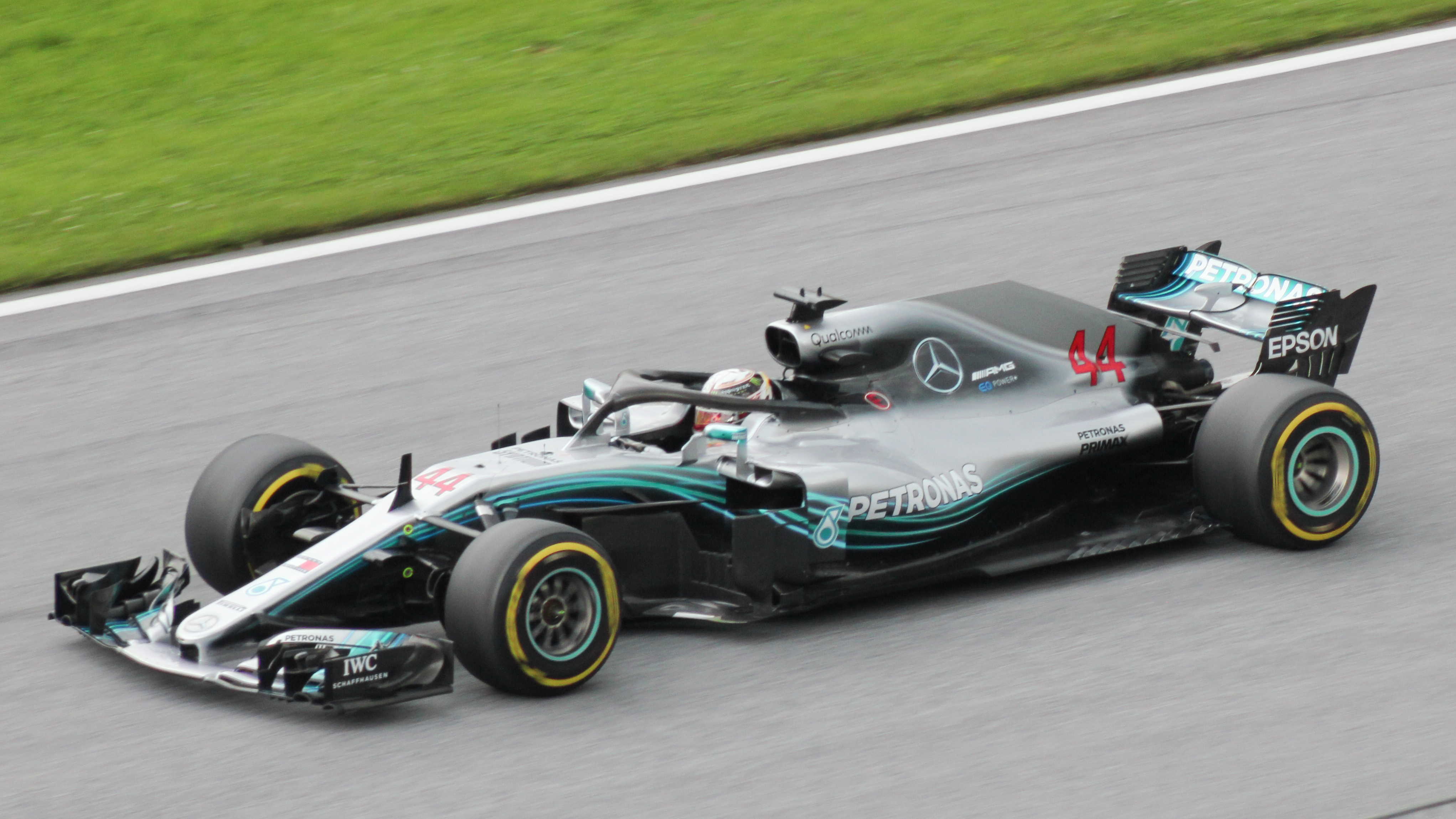
El siete veces campeón mundial Lewis Hamilton logró su cuarto y quinto título en 2017 y 2018 respectivamente en el Gran Premio de México.

De esta manera, México volvió a recibir una carrera de Fórmula 1, 23 años después. Su vuelta al campeonato tuvo algunos problemas organizativos, que incluyeron la clausura de una grada y la amenaza por parte de vecinos de boicotear el Gran Premio. El Gran Premio de México 2015 fue considerado el mejor evento del año para la FIA.
El Gran Premio de México del año 2016 se llevó a cabo del 28 al 30 de octubre del mismo año. El ganador de la carrera fue el británico Lewis Hamilton, mientras que Nico Rosberg ocupó la segunda posición y Daniel Ricciardo se quedó con el tercer puesto, quien al mismo tiempo marcó la vuelta más rápida.
El Gran Premio de México 2017 tuvo lugar del 27 al 29 de octubre. Los primeros tres puestos de la carrera fueron ocupados por Max Verstappen, Valtteri Bottas y Kimi Räikkönen. A pesar de finalizar la carrera en la novena posición, Lewis Hamilton se proclamó ganador del Campeonato Mundial de Pilotos de Fórmula 1, debido a que su competidor más cercano, Sebastian Vettel, finalizó en el cuarto puesto.
El 14 de mayo de 2019, la alcaldesa de la Ciudad de México, Claudia Sheinbaum, anunció que 2019 sería el último año del Gran Premio de México porque el presupuesto dado por el gobierno se invertiría en el Tren Maya. Sin embargo, el 8 de agosto se anunció que el Gran Premio de México permanecería en el calendario hasta 2022, aunque pasaría a llamarse "Gran Premio de la Ciudad de México".
El evento de 2019, rompió récords de asistencia con aproximadamente 346,000 asistentes para el fin de semana. La organización del evento en la actualidad se ha sofisticado con elementos como la elevación del coche en la premiación, sin embargo pilotos como Sebastian Vettel criticaron elementos como la forma del trofeo.
La edición de 2020 estaba programada para el 1 de noviembre con el nombre de "Gran Premio de la Ciudad de México", pero se canceló el 24 de julio hasta la siguiente temporada debido a las restricciones de viaje en las Américas y emergencia sanitaria del COVID-19.

### Regreso después de la pandemia (2021-)
El Gran Premio de la Ciudad de México 2021 se llevó a cabo del 5 al 7 de noviembre, luego de un ajuste al calendario de la temporada. Originalmente fue planeado para celebrarse del 31 de octubre al 1 de noviembre. Las tres primeras posiciones fueron ocupadas por Max Verstappen, Lewis Hamilton y Sergio Pérez, mientras que Valtteri Bottas marcó la vuelta más rápida. Pérez se convirtió en el primer piloto mexicano en liderar una vuelta y en subir al podio de una competencia de Fórmula 1 en México. El evento marcó récord de asistencia, con 371,779 asistentes durante el fin de semana.
El comité organizador informó que el Gran Premio de la Ciudad de México 2022 ha sido programado para llevarse a cabo del 28 al 30 de octubre.

## Ganadores
- La competencia sombreada en color rojo corresponde a carrera no puntuable del Campeonato Mundial de Fórmula 1.

| Año                                | Piloto                                            | Constructor                                       | Circuito                                          | Resultados                                        |
| Gran Premio de México              | Gran Premio de México                             | Gran Premio de México                             | Gran Premio de México                             | Gran Premio de México                             |
| ---------------------------------- | ------------------------------------------------- | ------------------------------------------------- | ------------------------------------------------- | ------------------------------------------------- |
| 1962                               | Jim Clark Trevor Taylor                           | Lotus-Climax                                      | Magdalena Mixhuca                                 | Resultados                                        |
| 1963                               | Jim Clark (2)                                     | Lotus-Climax                                      | Magdalena Mixhuca                                 | Resultados                                        |
| 1964                               | Dan Gurney                                        | Brabham-Climax                                    | Magdalena Mixhuca                                 | Resultados                                        |
| 1965                               | Richie Ginther                                    | Honda                                             | Magdalena Mixhuca                                 | Resultados                                        |
| 1966                               | John Surtees                                      | Cooper-Maserati                                   | Magdalena Mixhuca                                 | Resultados                                        |
| 1967                               | Jim Clark (3)                                     | Lotus-Ford                                        | Magdalena Mixhuca                                 | Resultados                                        |
| 1968                               | Graham Hill                                       | Lotus-Ford                                        | Magdalena Mixhuca                                 | Resultados                                        |
| 1969                               | Denny Hulme                                       | McLaren-Ford                                      | Magdalena Mixhuca                                 | Resultados                                        |
| 1970                               | Jacky Ickx                                        | Ferrari                                           | Magdalena Mixhuca                                 | Resultados                                        |
| 1971- 1985                         | No se disputó.                                    | No se disputó.                                    | No se disputó.                                    | No se disputó.                                    |
| 1986                               | Gerhard Berger                                    | Benetton-BMW                                      | Hermanos Rodríguez                                | Resultados                                        |
| 1987                               | Nigel Mansell                                     | Williams-Honda                                    | Hermanos Rodríguez                                | Resultados                                        |
| 1988                               | Alain Prost                                       | McLaren-Honda                                     | Hermanos Rodríguez                                | Resultados                                        |
| 1989                               | Ayrton Senna                                      | McLaren-Honda                                     | Hermanos Rodríguez                                | Resultados                                        |
| 1990                               | Alain Prost (2)                                   | Ferrari                                           | Hermanos Rodríguez                                | Resultados                                        |
| 1991                               | Riccardo Patrese                                  | Williams-Renault                                  | Hermanos Rodríguez                                | Resultados                                        |
| 1992                               | Nigel Mansell (2)                                 | Williams-Renault                                  | Hermanos Rodríguez                                | Resultados                                        |
| 1993- 2014                         | No se disputó.                                    | No se disputó.                                    | No se disputó.                                    | No se disputó.                                    |
| 2015                               | Nico Rosberg                                      | Mercedes                                          | Hermanos Rodríguez                                | Resultados                                        |
| 2016                               | Lewis Hamilton                                    | Mercedes                                          | Hermanos Rodríguez                                | Resultados                                        |
| 2017                               | Max Verstappen                                    | Red Bull-TAG Heuer                                | Hermanos Rodríguez                                | Resultados                                        |
| 2018                               | Max Verstappen (2)                                | Red Bull-TAG Heuer                                | Hermanos Rodríguez                                | Resultados                                        |
| 2019                               | Lewis Hamilton (2)                                | Mercedes                                          | Hermanos Rodríguez                                | Resultados                                        |
| 2020                               | No se disputó a causa de la pandemia de COVID-19. | No se disputó a causa de la pandemia de COVID-19. | No se disputó a causa de la pandemia de COVID-19. | No se disputó a causa de la pandemia de COVID-19. |
| Gran Premio de la Ciudad de México |                                                   |                                                   |                                                   |                                                   |
| 2021                               | Max Verstappen (3)                                | Red Bull-Honda                                    | Hermanos Rodríguez                                | Resultados                                        |
| 2022                               | Max Verstappen (4)                                | Red Bull-RBPT                                     | Hermanos Rodríguez                                | Resultados                                        |
| 2023                               | Max Verstappen (5)                                | Red Bull-Honda RBPT                               | Hermanos Rodríguez                                | Resultados                                        |
| 2024                               | Carlos Sainz Jr.                                  | Ferrari                                           | Hermanos Rodríguez                                | Resultados                                        |

## Estadísticas

### Pilotos con más victorias
| Victorias | Piloto           | Años                         |
| --------- | ---------------- | ---------------------------- |
| 5         | Max Verstappen   | 2017, 2018, 2021, 2022, 2023 |
| 2         | Jim Clark        | 1963, 1967                   |
| 2         | Alain Prost      | 1988, 1990                   |
| 2         | Nigel Mansell    | 1987, 1992                   |
| 2         | Lewis Hamilton   | 2016, 2019                   |
| 1         | Dan Gurney       | 1964                         |
| 1         | Richie Ginther   | 1965                         |
| 1         | John Surtees     | 1966                         |
| 1         | Graham Hill      | 1968                         |
| 1         | Denny Hulme      | 1969                         |
| 1         | Jacky Ickx       | 1970                         |
| 1         | Gerhard Berger   | 1986                         |
| 1         | Ayrton Senna     | 1989                         |
| 1         | Ricardo Patrese  | 1991                         |
| 1         | Nico Rosberg     | 2015                         |
| 1         | Carlos Sainz Jr. | 2024                         |

### Constructores con más victorias
| Victorias | Constructor | Años                         |
| --------- | ----------- | ---------------------------- |
| 5         | Red Bull    | 2017, 2018, 2021, 2022, 2023 |
| 3         | Lotus       | 1963, 1967, 1968             |
| 3         | McLaren     | 1969, 1988, 1989             |
| 3         | Williams    | 1987, 1991, 1992             |
| 3         | Mercedes    | 2015, 2016, 2019             |
| 3         | Ferrari     | 1970, 1990, 2024             |
| 1         | Brabham     | 1964                         |
| 1         | Honda       | 1965                         |
| 1         | Cooper      | 1966                         |
| 1         | Benetton    | 1986                         |

## Trazados
|                                                                     |
| Trazado original de la Magdalena Mixhuca utilizado desde 1962–1970. |

|                                       |
| El trazado utilizado desde 1986–1992. |